# Cyrus IMAP server
Cyrus IMAP server è un server di posta elettronica sviluppato dall'Università Carnegie Mellon.
Lo spool di posta utilizza un layout del file system e un formato simile a maildir utilizzato da altri server come qmail, Courier e Dovecot.
Gli utenti possono accedere alla posta tramite i protocolli IMAP/IMAPS, POP3/POP3S, KPOP.
Il server IMAP Cyrus supporta il filtraggio della posta lato server attraverso l'implementazione di un linguaggio di filtraggio della posta chiamato Sieve.
A partire dalla versione 2.4.17, è stato implementato il supporto per CalDAV e CardDAV per fornire una soluzione integrata di calendario e e-mail, nonché il supporto per la visualizzazione di e-mail tramite un lettore RSS.

## Storia
Prima del 1994, le caselle e-mail dell'Università Carnegie Mellon erano basate sul "Andrew Messaging System" (AMS) sviluppato localmente e non standard, scritto all'inizio degli anni '80 come parte dell'Andrew Project. Questo era molto avanzato ai suoi tempi, ma presentava importanti problemi di scalabilità e Carnegie Mellon voleva passare a un sistema di posta conforme agli standard che soddisfacesse o superasse il set di funzionalità di AMS.
Nel 1994 la divisione Servizi informatici di Carnegie Mellon ha affrontato questi obiettivi avviando il Progetto Cyrus. Nel 1998, Carnegie Mellon mise per la prima volta tutte le nuove matricole sul server Cyrus e AMS è stato definitivamente eliminato nel maggio 2002.
Cyrus è tuttora in fase di sviluppo. L'Università Carnegie Mellon rimane attiva nello sviluppo e fornisce anche l'infrastruttura su cui gira cyrusimap.org. Il personale di FastMail contribuisce gran parte del lavoro recente, poiché dipende da esso come parte del suo servizio commerciale. 